# Villa Itororó
Vila Itororó es un edificio  ubicada en el 265 de la Rua Martiniano de Carvalho, en el barrio Bela Vista, en la ciudad de São Paulo, Brasil. Comprende una mansión y 37 casas. 

## Historia
La villa fue construida entre 1922 y 1929, con una planta irregular y sin un estilo arquitectónico definido, por el comerciante portugués Francisco de Castro, con la propuesta arquitectónica "de ocupación del espacio público por la comunidad". Según el periódico Folha de S. Paulo, es  "un conjunto surrealista que no acata las reglas del utilitarismo ni obedece la reglas y estilos determinados, sorprendiendo hasta hoy (1978) a los investigadores por su eclectcismo y singularidad".

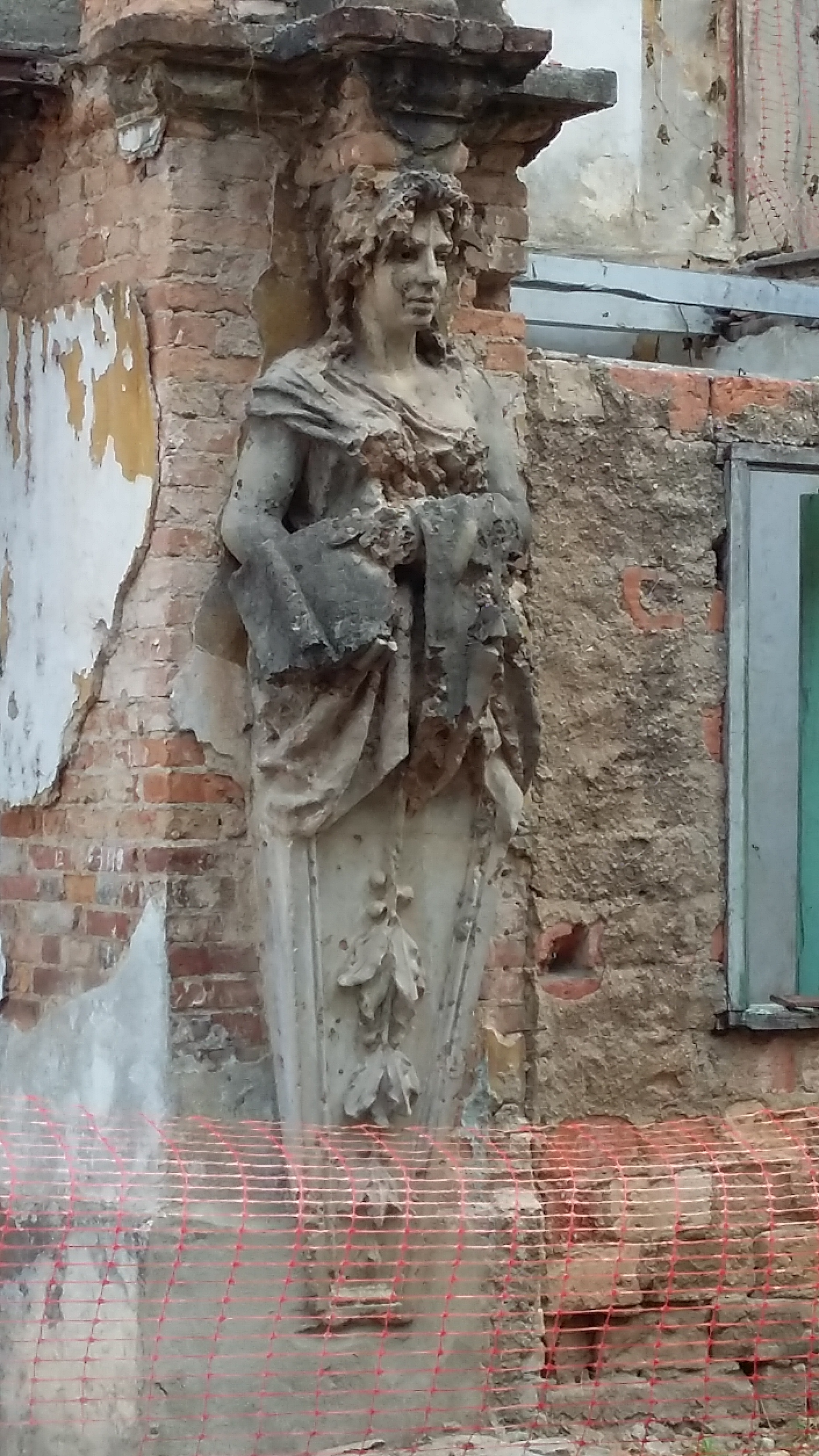
Vila Itororó - Columna

Las tres casas solapadas que forman la vila son sostenidas por columnas adquiridas del del antiguo Theatro Son José, que ocupaba el solar donde hoy se levanta el Centro comercial Light, en el Valle del Anhangabaú. Las ventanas redondas que adornan el palacete principal, con vitrales que representaban las banderas de diversos países, así como las cariátides y esculturas de dioses griegos presentes en la villa, puede que proviniesen del mismo teatro o de otros edificios derribados de la época. Las pasarelas originalmente eran hechas de madera, pero a lo largo de los años fueron reemplazadas por pasarelas de cemento, calificadas como "modernismo deteriorante" por el Periódico de la Tarde en 1984.

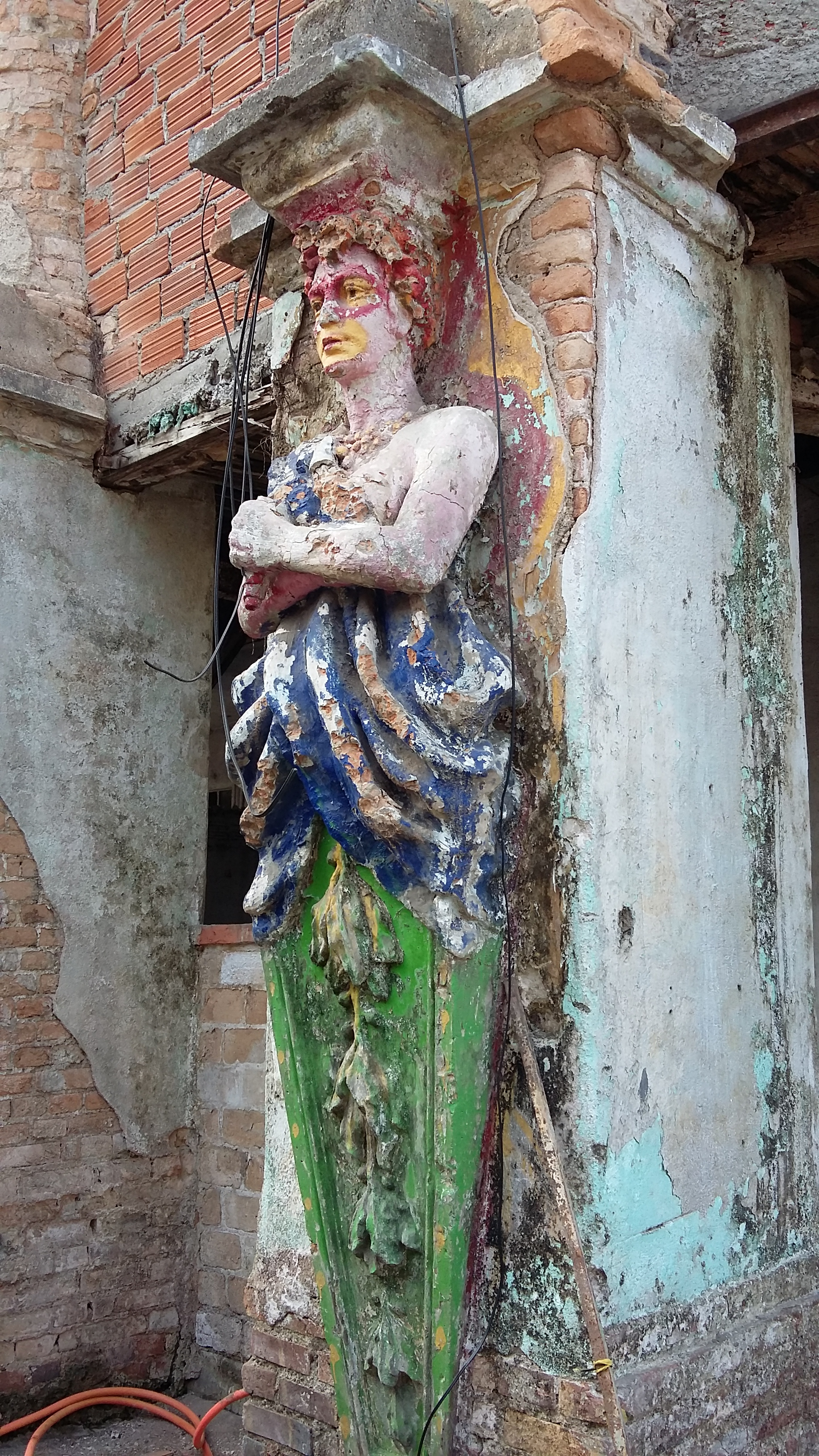
Vila Itororó - Columna

En la época de la construcción, el Riacho Itororó pasaba por allí, de ahí el nombre de la villa. Más tarde fue canalizado. Dentro de la villa, fue construida la primera piscina privada de uso público de São Paulo, hoy sin uso, habiendo llegado a quedar llena de lodo y servido como depósito para el maquinaria oxidada de la antigua lavandería del conjunto. La piscina, que cogía agua del Itororó, aún funcionaba los años 1980, como parte del club Eden Libertad, habiendo sido erigida una pared de ladrillos a su lado, supuestamente para dar mayor privacidad a los bañistas.
El local, al principio considerado "fino", fue invadido en la década de 1940. A los pocos años se transformó en cortijo y, ya los años 1970, estaba en proceso de degradación. El  patrimonio de Castro fue embargado por sus acreedores, que donaron la villa al Hospital Beneficente Augusto de Oliveira Camargo (HAOC) alrededor de 1950, algo después de su muerte. En 1978, el Sesc planeaba comprar el conjunto de casas para transformarlo en un "centro de convivencia cultural", con teatro, biblioteca y cine abiertos al público. El proceso de compraventa, sin embargo, no llegó a buen puerto, y el proceso de degradación continuó, a pesar de un proyecto de restauración solicitado por el ayuntamiento a un grupo de arquitectos en 1976. "Este es un caso de destrucción por abandono", dijo el arquitecto Benedito Lima de Toledo al Periódico de la Tarde en 1984. La degradación se acentuó en 1997, cuando la Fundación Leonor de Barros Camargo, mantenedora del HAOC, desistió de cobrar alquiler de las casas que componen la villa.

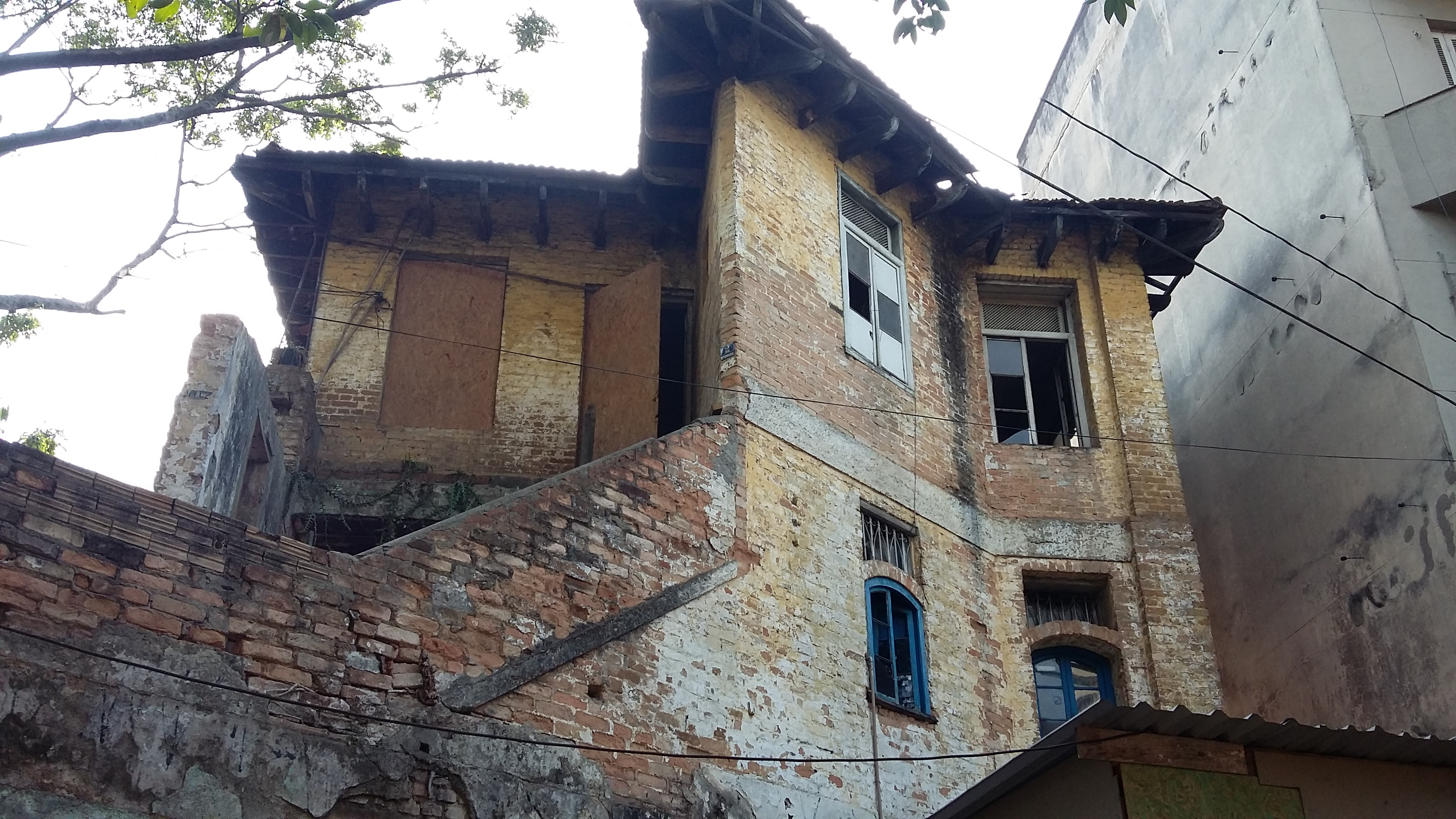
Vila Itororó - Casa al Fondo

El área fue declarada de utilidad pública por el ayuntamiento en 2006. En agosto de 2009, la Justicia paulista decidió que la Secretaría de Estado de la Cultura debería de expropiarlo. El gobierno provincial pagó a la fundación ocho millones de reales. La previsión era de que los habitantes lo fuesen desalojando hasta diciembre de 2010, trasladándose a un edificio de la CDHU en el mismo barrio. "Esta vez no tiene jeito", afirmó un habitante del local al Periódico de la Tarde en junio de 2010. "O cogemos el apartamento o vamos a quedar sin nada." El presidente de la Asociación de Habitantes y Amigos de Vila también reclamó al JT en el mismo reportaje: "El ideal sería que continuemos aquí en el espacio restaurado. Como usted va revitalizar un lugar expulsando a parte de su historia?" En septiembre de 2011, 86 familias fueron desalojadas, completándose la desocupación con la salida de las otras 18 familias en octubre. Las primeras 86 fueron transferidas a inmuebles de la CDHU próximos, mientras las demás deberían recibir alquiler social hasta haber definida su transferencia definitiva.
Tal cual, en 1978, el proyecto preveía transformar la vila en un polo cultural, con cine y biblioteca, esta administrado por el ayuntamiento, y tenía previsión de inicio de obras para 2011, pero el registro de las construcciones sólo comenzó a ser hecho en 20 de diciembre, con la demolición de los "puxadinhos" prevista para ser iniciada la semana siguiente. El día 15, habrían salido las últimas personas que habitaban la vila, rumbo la unidades de la CDHU, pero, en septiembre de 2012, aún había cinco familias viviendo en el local. La previsión de inicio de las obras propiamente dichas pasó para 2012, a un coste estimado inicialmente en cincuenta millones de reales, pero que bajó para cuarenta millones de reales cuando el proyecto de restablecimiento fue divulgado, en septiembre de 2012. Además del polo cultural, se preveía un centro gastronómico.
En abril de 2015, la vila fue abierta al público, para que su reforma fuera acompañada por medio de visitas con monitores. La previsión entonces era de que la vila fuera reabierta parcialmente reformada en 2016 y totalmente en 2018. Mientras la reforma estuviera ocurriendo, estaban previstos exposiciones, seminarios, talleres y otras actividades culturales, a ser realizadas en un almacén anexo, localizado en la Calle Pedroso.

## Restauración

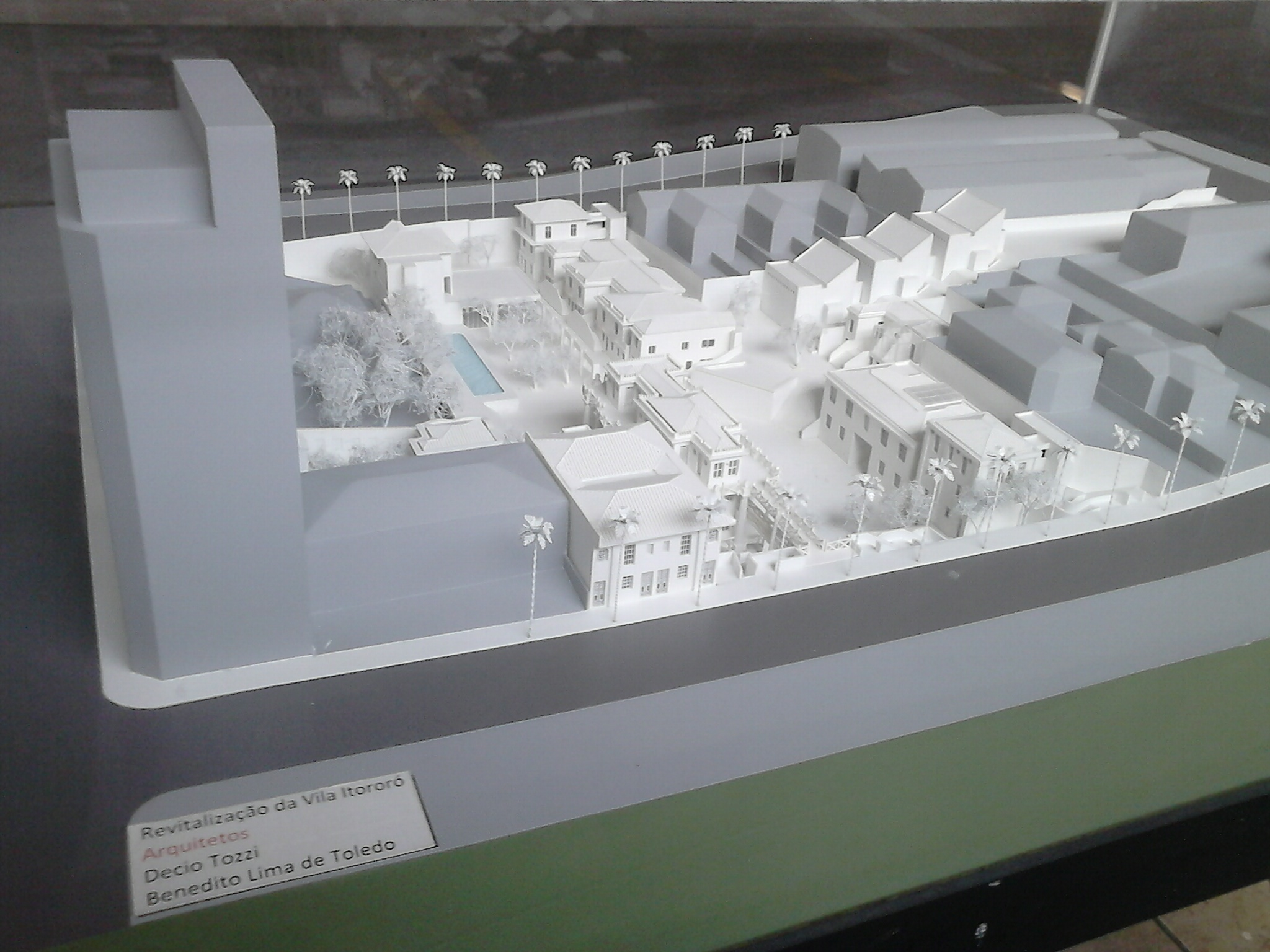
Vila Itororó, Bixiga, São Paulo SP

Luego de tres años de trabajos de restauración, en diciembre de 2019 la Villa Itororó fue abierta con nuevas funcionalidades culturales. Las obras permitieron recuperar 3 casas y uno de los once edificios que constituyen el complejo. Las nuevas instalaciones albergarán talleres, exposiciones, debates y otras actividades.